# Кадъм
Вижте пояснителната страница за други значения на Кадъм.
Кадъм (на гръцки: Κάδμος) в древногръцката митология е син на финикийски цар и е брат на отвлечената от Зевс Европа. Негов баща е или Агенор, или Фойник, син на Агенор. Кадъм основава град Тива, чийто акропол първоначално се наричал Кадмея в негова чест.
Херодот предава, че Кадъм донесъл в Гърция финикийската писменост, която била преработена в азбука.

## Легенда
След като сестра му Европа е похитена от Зевс, преобразен в бял бик, Кадъм е изпратен да я намери. Неуспешното му търсене го отвело до Делфи, където потърсил помощ от оракула. Той му казал да следва кравата с луноподобно петно на хълбока, която ще срещне и да построи град там, където тя полегне изтощена. Кадъм се отправил към Фокида и там срещнал крава, която пасяла сред стадата на Пелагонт и я последвал. Минавайки през Беотия, кравата прилегнала и там той основал град Тива, а кравата принесъл в жертва на богинята Атина. Преди да построи крепостта, умъртвил страшния дракон, син на войнствения Арес и по внушение на Атина посял част от зъбите на чудовището в земята. Друга част от тях по-късно посял Язон в мита за аргонавтите. От тях изникнали воини, които почнали да се сражават помежду си. Оцелели петима, които помогнали на Кадъм при построяване на крепостта. Те станали предци на знатните тивански родове, известни като спартиати (на гръцки: Σπαρτοι – буквално „посети“).
Заради убийството на дракона, който според някои бил роден от Арес, Кадъм бил наказан да служи на Арес една година. След като отбил своята служба, Зевс му дал за жена Хармония, дъщерята на Афродита и Арес. Кадъм станал баща на Семела, Ино, Агава, Автоноя и Полидор.
По-късно при Кадъм и Хармония дошли енхелейци, които били непрекъснато нападани от илирийците и оракул предсказал на енхелейците победи, ако изберат за свои предводители Кадъм и съпругата му. Послушали оракула и удържали победа. Кадъм станал цар на илирийците и му се родил син Илирий. По-късно той и Хармония се превърнали в дракони и Зевс ги изпратил към Елисейските полета. Според Хигин превръщането им в дракони било наказание от страна на Арес заради това, че Кадъм убил преди време свещения дракон на бога.
- Битката на Кадъм с дракона, амфора от Евбея, ок. 560-550 пр.н.е., Лувъра (E 707)
- Кадъм сее зъбите на дракона, от Maxfield Parrish, 1908